# Phoneyusa
Genre
Synonymes
- Loxophobema Simon, 1907
- Umangia Strand, 1920

Phoneyusa est un genre d'araignées mygalomorphes de la famille des Theraphosidae.

## Distribution
Les espèces de ce genre se rencontrent en Afrique subsaharienne.

## Liste des espèces
Selon World Spider Catalog (version 21.0, 06/04/2020) :
- Phoneyusa antilope (Simon, 1889)
- Phoneyusa belandana Karsch, 1884
- Phoneyusa bidentata Pocock, 1900
- Phoneyusa bouvieri Berland, 1917
- Phoneyusa buettneri Karsch, 1886
- Phoneyusa chevalieri Simon, 1906
- Phoneyusa cultridens Berland, 1917
- Phoneyusa gabonica (Simon, 1889)
- Phoneyusa giltayi Laurent, 1946
- Phoneyusa gracilipes (Simon, 1889)
- Phoneyusa lesserti Dresco, 1973
- Phoneyusa manicata Simon, 1907
- Phoneyusa principium Simon, 1907
- Phoneyusa rutilata (Simon, 1907)
- Phoneyusa westi Smith, 1990

## Publication originale
- Karsch, 1884 : Phoneyusa, eine neue Vogelspinnengattung aus Central-Afrika. Berliner Entomologische Zeitschrift, vol. 28, p. 347-350 (texte intégral).